# Eduardo Falú
Eduardo Falú (El Galpón,  7 de julho de 1923 - Buenos Aires, 9 de agosto de 2013) foi um violonista, cantor e compositor argentino.
Desde muito jovem viveu em Metán, onde seu pai tinha um negócio de ramos gerais. Seus pais, Juan e Fada Falú, eram imigrantes sírios. Começou a tocar violão de forma autodidata aos onze anos de idade, e em 1937 radicou-se na cidade de Salta, onde realizou seus estudos.
Compôs obras folclóricas de inestimável valor, tanto do ponto de vista musical, como do ponto de vista estético, sobre as letras de grandes poetas como Jaime Dávalos, tais como "Zamba de la Candelaria", "Trago de sombra", "Tonada del viejo amor", "La Caspi Corral", "Renacer", "Amor, se llama amor", "Milonga del alucinado", entre suas mais conhecidas; assim como com Manuel J. Castilla, ("Minero Potosino", "Celos del viento", "Puna Sola"); Osiris Rodríguez Castillos, León Benarós, Hamlet Lima Quintana e Marta Mendicutti. Também compôs outras de caráter épico, como "Romance de la Muerte de Juan Lavalle", em colaboração com o escritor Ernesto Sabato ou José Hernández, sobre textos de Jorge Luís Borges. Também colaborou com a música folclórica usando plenamente seu violão, em obras como: "Choro del caminante", "Camino a Sucre", "Trémolo" entre outras. Recopilou e fez famosa com seu arranjo para violão, a tradicional Zamba "La Cuartelera", nascida no século XIX nos campos de batalha argentinos.